# 博日沃
博日沃，是匈牙利包尔绍德-奥包乌伊-曾普伦州所辖的一个村。总面积16.39平方公里，总人口184，人口密度11.2人/平方公里（2011年1月1日）。